# Ruohokari, Kalvola
Ruohokari är en ö i Finland. Den ligger i sjön Uurtaanjärvi och i kommunen Tavastehus i den ekonomiska regionen  Tavastehus ekonomiska region  och landskapet Egentliga Tavastland, i den södra delen av landet, 110 km nordväst om huvudstaden Helsingfors. Öns största längd är 60 meter i sydöst-nordvästlig riktning.